# SFTA2
SFTA2 (англ. Surfactant associated 2) – білок, який кодується однойменним геном, розташованим у людей на 6-й хромосомі. Довжина поліпептидного ланцюга білка становить 78 амінокислот, а молекулярна маса — 8 396.
| 10         |  | 20         |  | 30         |  | 40         |  | 50         |
| ---------- |  | ---------- |  | ---------- |  | ---------- |  | ---------- |
| MGSGLPLVLL |  | LTLLGSSHGT |  | GPGMTLQLKL |  | KESFLTNSSY |  | ESSFLELLEK |
| LCLLLHLPSG |  | TSVTLHHARS |  | QHHVVCNT   |  |            |  |            |

A: Аланін

C: Цистеїн

E: Глутамінова кислота

F: Фенілаланін

G: Гліцин

H: Гістидин

K: Лізин

L: Лейцин

M: Метіонін

N: Аспарагін

P: Пролін

Q: Глутамін

R: Аргінін

S: Серин

T: Треонін

V: Валін

Локалізований у цитоплазматичних везикулах, апараті гольджі.
Також секретований назовні.